# 누 이븐 아사드
누 이븐 아사드(영어: Nuh ibn Asad, ? - 841/2년)는 사만 왕조 사마르칸트의 지배자이다. 아버지는 아사드 이븐 사만이다.
누는 라피 이븐 라이스(Rafi' ibn Laith)의 반역을 저지한 것에 대한 보상으로 아바스 왕조의 칼리파 알마문에게 사마르칸트를 다스리는 것을 허락받는다. 그 후 누는 841년(혹은 842년)에 죽을 때까지 사마르칸트를 다스렸다. 누가 죽자, 그의 형제들인 아흐마드 이븐 아사드와 야히아 이븐 아사드가 사마르칸트를 공동으로 통치하였다.
| 전임 - | 사만 왕조 사마르칸트의 통치자 누 이븐 아사드 819년 - 841년(842년) | 후임 야히아 + 아흐마드 |